# Sierra de la Demanda
Sierra de la Demanda è una comarca della Spagna, situata nella provincia di Burgos, nella comunità autonoma di Castiglia e León.